# Луково (озеро, Червенский район)
Лу́ково (бел. Лу́кава) — озеро в Белоруссии. Находится в Червенском районе Минской области, относится к бассейну реки Уша.

## Общие сведения
Озеро располагается примерно в 26 км на северо-востоке от г. Червеня, примерно в 1 км севернее деревни Рованичская Слобода.
Площадь озера составляет 0,16 км², длина — 0,71 км, наибольшая ширина — 0,46 км, длина береговой линии — 1,35 км. Наибольшая глубина — 7,3 м, средняя — 3,1 м. Объём воды — 0,43 млн м³.
Форма котловины озера овальная, вытянута с северо-запада на юго-восток.
Водоём окаймлён заболоченной поймой шириной до 120 метров. К ней примыкают обширные заболоченные луга, на которых произрастает травянистая, а также кустарниковая растительность. Берега озера преимущественно песчаные, местами заболоченные. На них произрастает кустарниковая растительность.
Озеро сточное, на юге из него вытекает ручей, впадающий в реку Уша.

## Фауна
В озере обитают карась, линь, окунь, щука, плотва, лещ и другая рыба.

## Экологическое состояние
Степень зарастания озера оценивается как умеренная.

## Туризм
На озере организуется платное рыболовство.